# ماریلیاسوسمار
ماریلیاسوسمار (نام علمی: Mariliasuchus) نام یک سرده از رده خزندگان است.